# Goldstone-Kommission
Die Goldstone-Kommission (offizielle englische Bezeichnung: Commission of Inquiry Regarding the Prevention of Public Violence and Intimidation, deutsch etwa: „Untersuchungskommission zur Verhinderung öffentlichen Gewalt und Einschüchterung“) war ein 1991 gegründetes Untersuchungsgremium der südafrikanischen Regierung. Es stand unter der Leitung des Richters Richard Goldstone.

## Zielsetzung und Struktur
Unter dem System der Apartheid hatte Ende der 1980er Jahre die Gewalt in Südafrika zugenommen. 1990 wurden bis dahin verbotene Organisationen zugelassen. Daraufhin gab es weitere Konfliktherde, die zu Gewalt führten. Die ebenfalls von der Regierung eingesetzte Harms-Kommission sollte 1990 Gewaltakte der Sicherheitsbehörden untersuchen, scheiterte aber. Im Januar 1991 trafen sich angesichts der eskalierenden Lage Delegationen von der Inkatha Freedom Party (IFP) und African National Congress (ANC) in Durban und riefen zu einer Beendigung der gewalttätigen Auseinandersetzungen auf. Dieser Vorstoß blieb wirkungslos. Als Folge der sich weiter zuspitzenden Lage kam es im September 1991 zur Bildung des National Peace Accord (deutsch etwa: Nationales Friedensabkommen) unter Führung von John Hall, ehemaliger Vorstand von Barlow Rand und Vizepräsident des South African Institute of Race Relations, sowie Stanley Mogoba von der Methodistischen Kirche in Südafrika und früherer Präsident des Instituts.
Die Kommission wurde im Juli 1991 von Präsident Frederik Willem de Klerk gegründet, um Ursachen der Gewalt zu erforschen und Lösungen vorzuschlagen. Grundlage war der Prevention of Public Violence and Intimidation Act No. 139 / 1991. Sie bestand bis zum 27. Oktober 1994, also bis nach den Wahlen 1994, bei der erstmals alle erwachsenen Südafrikaner das Wahlrecht hatten.
Der damalige Justizminister Kobie Coetsee legte sechs Personalvorschläge für die Leitung der Kommission vor, aus dessen Kreis Richard Goldstone ernannt wurde.
Neben Goldstone gehörten der Kommission als ständige Mitglieder an: Danie Rossouw, Solly Sithole (beide Juristen), Lillian Baqwa und Gert Steyn. Nachdem die Kommission im ersten Jahr des Bestehens nur wenig Einfluss hatte, gab es ab dem 1. Oktober 1992 Untersuchungseinheiten in Johannesburg, Durban, East London, Port Elizabeth und Kapstadt, in denen unter anderem je ein internationaler Beobachter amtierte.

## Verlauf und Ergebnisse
Die Goldstone-Kommission erlaubte mit ihrer Arbeit die Fortführung der Mehrparteiengespräche über ein Ende der Apartheid. Die Goldstone-Kommission kam unter anderem zu dem Schluss, dass eine „Dritte Gewalt“, die insgeheim von der Apartheid-Regierung gefördert wurde, existiert. Die Kommission verfasste insgesamt 47 Berichte, etwa über die geheime Unterstützung der South African Defence Force und South African Police für die Aktivitäten der IFP gegen Anhänger des ANC, das Massaker von Bisho, die Unruhen in den Kapstädter Stadtteilen Crossroads und Nyanga, die Erstürmung des Kempton Park World Trade Center durch burische Extremisten sowie Gewalt gegen Polizisten. Für das Massaker von Boipatong im Juni 1992 wurde dagegen eine Verantwortung der Sicherheitskräfte nicht festgestellt.
Im Zuge von Vernehmungen von Polizisten durch die Kommission betreffs der Zusammenarbeit mit der IFP gab es Einschüchterungs- und Vertuschungsversuche durch vorgesetzte Polizeibeamte. Es wurde auch bekannt, dass der Chef der Polizeieinheit C (für Counterinsurgency, Aufstandsbekämpfung) alle Dokumente vernichten ließ, die die Zusammenarbeit mit der IFP und der KwaZulu Police belegten.

## Sonstiges
Goldstone wurde nach den Wahlen 1994 vom neugewählten Präsidenten Nelson Mandela zum Richter am Verfassungsgericht der Republik Südafrika berufen. 2009 war Goldstone Verfasser des Goldstone-Berichts, bei der es um die israelische Militäroperation „Gegossenes Blei“ im Gazastreifen ging.